# The Highlite Zone
Albums de The High & Mighty
Air Force 1
(2002) 12th Man
(2005)
The Highlite Zone est le troisième album studio de The High & Mighty, sorti le 7 octobre 2003.
On peut noter la présence de Rahzel, ancien membre des Roots, ou encore de l'acteur Michael Rapaport.

## Liste des titres
| No  | Titre                                                                       | Contient un (des) sample(s) de          | Durée |
| --- | --------------------------------------------------------------------------- | --------------------------------------- | ----- |
| 1.  | Bobblehead Night (Produit par DJ Mighty Mi)                                 | Walking Down Lonely Street de Joe Simon | 2:13  |
| 2.  | Right Here (Produit par Sebb)                                               |                                         | 2:55  |
| 3.  | Cheese Factory (featuring Copywrite – Produit par Sebb)                     |                                         | 4:54  |
| 4.  | Take It Off (featuring Vast Aire – Produit par DJ Mighty Mi)                | Take It Off de De La Soul               | 3:50  |
| 5.  | Incorporate Anthem (Produit par RJD2)                                       | Your Mama Wants Ya Back de Betty Davis  | 3:53  |
| 6.  | Standing Room Only (featuring Cage – Produit par Camu Tao)                  |                                         | 4:32  |
| 7.  | Rock the House (featuring Rahzel – Produit par Rahzel)                      |                                         | 3:48  |
| 8.  | Betcha Life (featuring R.A. the Rugged Man – Produit par DJ Mighty Mi)      |                                         | 3:50  |
| 9.  | Wanna (But I Won't) (Produit par Camu Tao)                                  |                                         | 4:36  |
| 10. | Mighty Mi Is Clickums (Produit par DJ Mighty Mi)                            |                                         | 2:42  |
| 11. | Fast Food Nation (Produit par DJ Mighty Mi)                                 |                                         | 4:30  |
| 12. | High Heat (featuring Vast Aire – Produit par Camu Tao)                      |                                         | 4:07  |
| 13. | How to Rob an Actor (featuring Michael Rapaport – Produit par DJ Mighty Mi) |                                         | 1:58  |
| 14. | Meldrick Taylor (featuring Tame One – Produit par Sebb)                     |                                         | 3:48  |
| 15. | D.S.P.D. II (Produit par DJ Mighty Mi)                                      |                                         | 4:07  |
| 16. | Live from the Bullpen (featuring Cage et Tame One – Produit par Reef)       |                                         | 4:04  |